# Slobodni novinari
Slobodni novinari ili frilenseri (engl. freelance journalist, fr. pigiste) su novinari  koji nemaju matičnu redakciju (nisu stalno zaposleni, niti su stalno honorarno angažovani u nekom mediju), već samostalno odabiraju događaje, pojave, teme, obrađuju ih i nude, kao ekskluzivnu vest različitim novinama, radijskim i televizijskim stanicama. 

Redakcije ih često angažuju i kao dopisnike sa područja koja su u određenom trenutku medijski atraktivna, jer im se to više isplati nego da šalju sopstvenog novinara na teren. Slobodni novinari se češće od drugih bave istraživačkim novinarstvom, jer ih ne  sputava redakcijski ritam. Ukoliko su zaista visokoprofesionalni, ali i veoma hrabri da se upuste u avanturu istraživačkog novinarstva u najkontroverznijim oblastima ekonomskog i političkog kriminala, trgovine oružjem, drogom, ljudima, ili jednostavno praćenjem i fotografisanjem poznatih ličnosti u privatnim situacijama – redakcije rado plaćaju njihove ekskluzivne priče, fotografije i televizijske reportaže. Istovremeno im status slobodnog novinara nameće potrebu da odabiraju teme koje će lakše naći kupca na medijskom tržištu. Otežavajuća okolnost im je finansijska nesigurnost, posebno na medijskom tržištu koje nema jaka profesionalna udruženja, niti sindikate koji bi mogli da zaštite slobodnog novinara. Da bi opstali na nesigurnom medijskom tržištu moraju već biti poznati novinari. Početnicima je gotovo nemoguće da budu slobodni novinari, prvo stoga što još nisu savladali zanat u potpunosti, zatim što nemaju dobre kontakte i proverene, ekskluzivne, izvore informacija i teško mogu da izdrže veliku konkurenciju starijih kolega. Od slobodnih novinara se očekuje da imaju sopstvenu medijsku opremu što predstavlja dodatno finansijsko opterećenje osobi bez stalnog izvora prihoda. Slobodni novinari se stoga često udružuju oko nekog većeg projekta i formiraju, kada je o ponudi za elektronske medije reč, nezavisnu produkciju, koja može biti i zvanično registrovana ili delovati samo onoliko dugo, koliko je potrebno da se određeni projekat realizuje. Slobodni novinari ne bi trebalo da se oslone samo na nekoliko redakcija kojima nude svoje usluge, već da uvek imaju mnogo različitih komiteta (agencije, novine, radijske i televizijske stanice).
Posebnu grupu slobodnih novinara čine foto-reporteri koji se nadmeću u ekskluzivnosti fotografija koje nude medijskom tržištu. Iz ove struke izdvojila se posebna grupacija kojima je ekskluzivnost fotografije, a time i njena tržišna vrednost, primarnija od etičkog kodeksa – paparaci. Specijalizovali su se za snimanje strogo čuvane privatnosti poznatih ličnosti. 

### Osnovne kategorije slobodnih novinara
- Slobodni novinari opšte prakse koji rade za sve vrste medija, prate sve vrste događaja, koji su spremni da odu bilo gde i izveštavaju o svemu što smatraju da je vredno vesti.
- Slobodni novinari koje na duže vreme angažuju mediji kao honorarne saradnike za rad u smenama i to ne samo kao novinare izveštače, već i kao zamenike urednika u medijima koji imaju nedovoljno stalno zaposlenih da bi uspešno obezbedili dnevnu programsku produkciju.
- Slobodni novinari koji se bave postprodukcijom, istražuju pojedine teme/pojave, prave serijale za radio i televiziju, odnosno feljtone za novine (neki svoj rad duže vreme vezuju za nekoliko stalnih komiteta koji ih angažuju da istraže specifičnije teme, ili, što je na prostoru zemalja u tranziciji češća pojava, rade na principu projekata koje podnose fondacijama za podršku medijima).
- Povremeni slobodni novinari su oni koji su zaposleni puno radno vreme u nekoj redakciji, a s vremena na vreme osim redovnog posla urade nešto posebno i izazovno, uglavnom za neki sasvim drugi medij.

Nekada je bilo uobičajeno da se veoma poznati književnici oprobaju i u novinarstvu kao slobodni novinari odnosno dopisnici, negujući izuzetno dobar stil i jezik, kao što su bili Egon Ervin Kiš, Džon Rid, Ilja Erenburg, Ernest Hemingvej, Erih Marija Remark, Borislav Pekić, Dragan Stegić.
Pored slobodnih novinara postoje još četiri tipa novinara: 
- novinar specijalista
- novinar opšte prakse
- dopisnici
- fikseri

## Literatura
- Endrju Bojd (2002), Novinarstvo u elektronskim medijima, Beograd: Clio[мртва веза]
- Jovanović N.(2005), Agencijsko novinarstvo, Beograd, Fakultet političkih nauka: Čigoja štampa[мртва веза]
- Nedeljković D.(2007), O novinarstvu i novinarima, Novi Sad: KriMel

## Spoljašnje veze
- Medijska Organizacija Jugoistočne Evrope
- Fakultet političkih nauka, Univerzitet u Beogradu
- Fakultet političkih nauka, Univerzitet u Banjoj Luci